# Pescado en Tikin Xic
El Tikin Xic es un platillo tradicional de la gastronomía de Yucatán.
Su nombre viene de los vocablos mayas “Tikin” que quiere decir cosa seca y “Xiik´” que significa aleta, haciendo referencia a la forma en la que se corta el pescado para esta preparación.
Tradicionalmente se considera que esta preparación se originó en Isla Mujeres en Quintana Roo, cuando esta localidad formaba todavía parte del estado de Yucatán, Aunque no hay fuentes históricas que respalden esta aseveración.  Como todo en la cocina yucateca, el Tikin Xic es producto del sincretismo de la comida prehispánica con los ingredientes y recetas que los españoles aportaron durante la colonia.     
Consiste en un pescado de buen tamaño - usualmente mero o boquinete - que es abierto en corte mariposa sobre una cama de hojas de plátano previamente ahumadas y aderezado con un marinado a base de achiote, clavo, ajo, pimienta de castilla, pimienta tabasco y sal, todo molido y diluido en naranja agria. Posteriormente se cubre con chiles pimientos en rajas, cebolla y tomate, se envuelve en las hojas de plátano excedentes y se pone en un asador.  
El plato resultante es un pescado suave con el sabor característico que aporta el achiote.    